# Reflexie (matematică)

O reflexie față de o axă (de la obiectul roșu la cel verde) urmată de o reflexie (verde spre albastru) față de a doua axă, paralelă cu prima, are ca rezultat o deplasare totală care este o translație egală cu dublul distanței dintre cele două axe

În matematică, o reflexie este o aplicație sau transformare geometrică a unui spațiu euclidian pe el însuși, fiind o izometrie cu un hiperplan definit de un set de puncte fixe; acest set se numește axa (în bidimensional) sau planul (în tridimensional) de reflexie. Imaginea unei figuri după o reflexie este imaginea în oglindă a acesteia față de axa sau planul de reflexie. De exemplu, imaginea în oglindă a literei latine mici b după o reflexie față de o axă verticală ar arăta ca d, iar după o reflexie față de o axă orizontală ar arăta ca p. O reflexie este o involuție: atunci când este aplicată de două ori succesiv, fiecare punct revine în poziția sa inițială și fiecare figură geometrică este restabilită în starea sa inițială.
Termenul reflexie este uneori folosit pentru o clasă mai mare de aplicații a unui spațiu euclidian pe el însuși, și anume izometriile neidentice care sunt involuții. Astfel de izometrii au un set de puncte fixe („oglinda”) care este un subspațiu afin, dar care este posibil să fie mai mic ca un hiperplan. De exemplu, o reflexie față de un punct este o izometrie involutivă cu un singur punct fix; prin ea imaginea literei p ar arăta ca un d. Această operație este, de asemenea, cunoscută sub numele de reflexie față de un punct, și prezintă spațiul euclidian ca fiind un spațiu simetric. Într-un spațiu vectorial euclidian reflexia în punctul situat în origine este aceeași lucru cu inversarea semnelor vectorilor. Alte exemple includ reflexii față de o dreaptă din spațiul tridimensional. Totuși, utilizarea termenului „reflexie” fără alte precizări înseamnă reflexia față de un hiperplan.
Se spune că o figură care nu se schimbă la o reflexie are simetrie de reflexie.

## Construcție

Punctul Q este reflexia punctului P față de dreapta AB

În geometria plană (respectiv în spațiu), pentru a construi reflexia unui punct se trasează o perpendiculară pe dreapta (respectiv [hiper]planul) față de care se face reflexia și se prelungește cu aceeași distanță pe partea cealaltă. Pentru a construi reflexia unei figuri se construiesc reflexiile tuturor punctelor figurii. 
Construcția cu rigla și compasul a reflexiei punctului P față de dreapta AB este următoarea (v. figura de alături):
- Pasul 1 (roșu): se trasează un cerc cu centrul în P și o rază r oarecare pentru a obține punctele A′ și B′ pe dreapta AB, echidistante de P.
- Pasul 2 (verde): se trasează cercurile cu centrele în A′ și B′ cu raza r. Punctul Q de intersecție al acestor cercuri este reflexia punctului P față de dreapta AB.

## Proprietăți

O reflexie față de o axă urmată de o reflexie față de o a doua axă care nu este paralelă cu prima are ca rezultat o rotație în jurul punctului de intersecție al axelor, cu un unghi de două ori mai mare ca unghiul dintre axe.

Matricea unei reflexii este o matrice ortogonală cu determinantul −1 și valorile proprii −1, 1, 1, ..., 1 Produsul a două astfel de matrici este o matrice ortogonală specială care reprezintă o rotație. Fiecare rotație este rezultatul unui număr par de reflexii în [hiper]plane care trec prin origine și fiecare rotație improprie este rezultatul unui număr impar de reflexii. Astfel, reflexiile generează grupul ortogonal, iar acest rezultat este cunoscut sub numele de teorema Cartan–Dieudonné.
Similar, grupul euclidian, care constă din toate izometriile spațiului euclidian, este generat de reflexii în hiperplane afine. În general, un grup generat de reflexii în hiperplane afine este cunoscut sub numele de grup de reflexii. Grupuri finite generate în acest mod sunt exemple de grupuri Coxeter.

## Reflexii față de o dreaptă în plan
Reflexia în plan față de o dreaptă care trece prin origine poate fi descrisă prin următoarea formulă:
{\displaystyle \operatorname {Ref} _{l}(v)=2{\frac {v\cdot l}{l\cdot l}}l-v,}
unde v este vectorul reflectat, l este orice vector de pe axa de reflexie iar {\displaystyle v\cdot l} este produsul scalar dintre v și l. Formula de mai sus poate fi scrisă și ca:
{\displaystyle \operatorname {Ref} _{l}(v)=2\operatorname {Proj} _{l}(v)-v,}
care arată că o reflexie a v față de l este egală cu de 2 ori proiecția vectorului {\displaystyle v} pe l minus {\displaystyle v}. Reflexiile față de o dreaptă au valorile proprii 1 și −1.

## Reflexia față de un hiperplan înn-dimensiuni
Fiind dat vectorul {\displaystyle v} din spațiul euclidian {\displaystyle \mathbb {R} ^{n}}, formula reflexiei față de un hiperplan care trece prin origine, ortogonal cu {\displaystyle v}, este dată de:
{\displaystyle \operatorname {Ref} _{a}(v)=v-2{\frac {v\cdot a}{a\cdot a}}a,}
unde {\displaystyle v\cdot a} este produsul scalar dintre {\displaystyle v} și {\displaystyle a}. Al doilea termen din expresia de mai sus este dublul proiecției vectorului {\displaystyle v} pe {\displaystyle a}. Se poate verifica ușor că
- {\displaystyle Ref_{a}(v)=-v}, dacă {\displaystyle v} este paralel cu {\displaystyle a}, și
- {\displaystyle Ref_{a}(v)=v}, dacă {\displaystyle v} este perpendicular pe {\displaystyle a}.

Deoarece aceste reflexii sunt izometrii ale spațiului euclidian cu originea fixă, acestea pot fi reprezentate prin matrici ortogonale. Matricea ortogonală corespunzătoare reflexiei de mai sus este matricea
{\displaystyle R=I-2{\frac {aa^{T}}{a^{T}a}},}
unde I este matricea unitate {\displaystyle n\times n} iar {\displaystyle a^{T}} este transpusa lui a. Intrările sale sunt
{\displaystyle R_{ij}=\delta _{ij}-2{\frac {a_{i}a_{j}}{\left\|a\right\|^{2}}},}
unde δij este simbolul lui Kronecker.
Formula reflexiei în hiperplanul afin {\displaystyle v\cdot a=c} care nu trece prin origine este
{\displaystyle \operatorname {Ref} _{a,c}(v)=v-2{\frac {v\cdot a-c}{a\cdot a}}a.}